# Latady
Latady je niski otok prekriven ledom u blizini Antarktike, dimenzija oko 64.82 km x 18.52 km. Nalazi se 85 km južno od otoka Charcot i zapadno od otoka Aleksandra I.. Ledom prekriveni objekt na ovom približnom položaju vidio je iz zraka i opisao Sir Huberta Wilkinsa 1929., ali nije ga prepoznao kao otok niti ga je zasebno mapirao. Otok Latady je prvi put iz zraka fotografirala istraživačka ekspedicija Ronne Antarctic (RARE), 1947. – 1948., a mapirao ga je iz tih fotografija D. Searle iz Istraživanja  Falklandskih otokaa 1960. godine. Ime mu je dao Britanski odbor za antarktička imena po Williamu R. Latadyju, zračnom fotografu i navigatora na letu RARE.